# Inquisitio de theloneis Raffelstettensis

Рафелштетенски царински прописи (лат. Inquisitio de theloneis Raffelstettensis) је једини сачуван правни документ који регулише царинске обичаје у раносредњовековној Европи. Правилник је уређен у Monumenta Germaniae Historica (ур. А. Боретиус и В. Краусе, МГХ Цапит. 2, бр. 253).
Документ је добио име по Рафелштетену, наплатној рампи на Дунаву, неколико километара низводно од Линца (сада је део града Астен у Аустрији). Тамо је каролиншки краљ Лудвиг Дете објавио уредбу о наплати путарине на својим доменима, након истраге датиране између 903. и 906. године.
Царински прописи су непроцењиви за документовање трговине у источној Европи 9. и 10. века. Документ јасно говори да је Рафелштетен био место где су немачки трговци робљем и њихови словенски колеге размењивали робу. Чешки и руски трговци продавали су восак, робове и коње немачким трговцима. Со, оружје и украси су били тражена роба од стране авантуриста и трговаца робљем.
Можда најупечатљивија карактеристика прописа је одсуство денара Карла Великог, једине кованице званично признате у Франачком царству. Уместо тога, у документу се помиње „скоти“, валута која иначе није потврђена у каролиншкој Европи. Изгледа да су и име и тежина „скота“ позајмљени од Руса.
Василиј Васиљевски примећује да је документ, као први правни акт који је регулисао трговину Руса, заокружио дугу традицију трговине између Немачке и Кијевске Русије. Александар Назаренко сугерише да је трговачки пут између Кијева и Регензбурга (страта легитима, како је означено у тексту) био подједнако важан у том периоду као што би био онај између Новгорода и Цариграда у десетом веку.